# Prince Louis FC
El Prince Louis FC es un equipo de fútbol de Burundi que milita en la Primera División de Burundi, la liga de fútbol más importante del país.

## Historia
Fue fundado en la capital Buyumbura y el nombre del equipo es en honor al Héroe de la independencia de Burundi, el Príncipe Louis Rwagasore. El equipo ha sido campeón de liga en 3 ocasiones y la copa de Burundi la han ganado 1 vez.
A nivel internacional el equipo ha participado en 3 torneos continentales, donde su mejor participación la hizo en la Recopa Africana 1993 al avanzar hasta la segunda ronda.
En la temporada 2010-11, el equipo descendió a la Segunda División de Burundi al ubicarse en la posición 11 de 12 equipos.

## Palmarés
- Primera División de Burundi: 3

1980, 1981, 2001
- Copa de Burundi: 1

1992

## Participación en competiciones de la CAF
| Temporada | Torneo                       | Ronda      | Club              | Casa | Visita | Global |
| --------- | ---------------------------- | ---------- | ----------------- | ---- | ------ | ------ |
| 1993      | Recopa Africana              | 1          | Kabwe Warriors FC | 2-1  | abd1   | 2-1    |
| 1993      | Recopa Africana              | 2          | Jomo Cosmos       | 3-3  | 0-4    | 3-4    |
| 2002      | Liga de Campeones de la CAF  | Preliminar | CD Costa do Sol   | 0-1  | 0-4    | 0-5    |
| 2007      | Copa Confederación de la CAF | Preliminar | ATRACO FC         | 0-0  | 0-3    | 0-3    |

1- Kabwe Warriors abandonó el partido de vuelta al minuto 89 luego de que le concedieran un penal en contra, por lo que fue descalificado del torneo.

## Jugadores destacados
- Jean Hakizimana
- Eric Kabeya
- Juma Masudi